# 穆斯乔

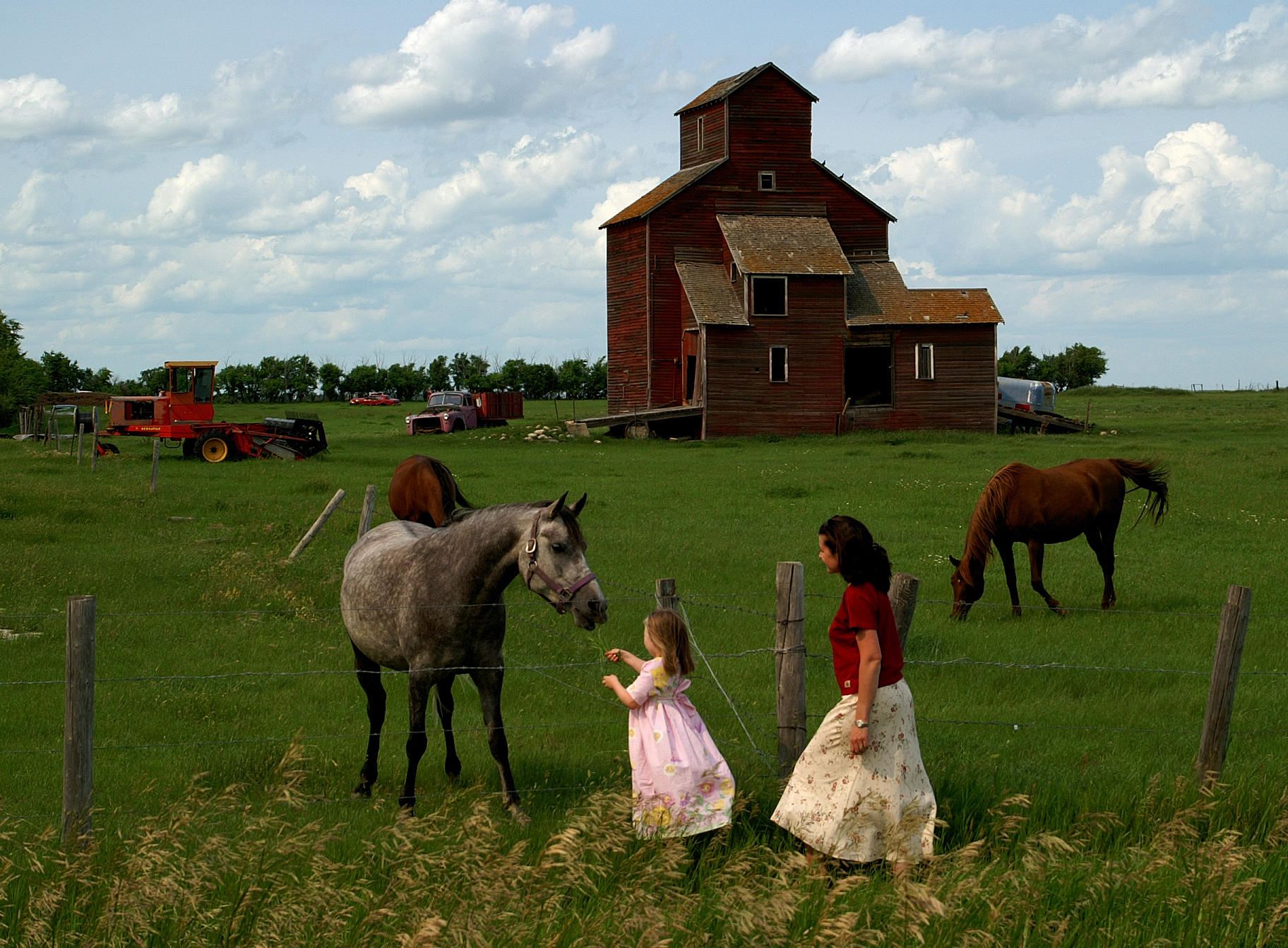
穆斯乔周边的谷仓

穆斯乔（英語：Moose Jaw）意為「駝鹿下顎」。是加拿大萨斯喀彻温省中南部的一座城市，位于里贾纳往西77公里处，加拿大横贯公路经过该市，面积46.82平方公里，人口约35000人。其周边有上百个小镇和农场，适合退休居住和旅游。
穆斯乔是一个工业中心，以及所在地区农产品重要的铁路枢纽中心。在其商业区建筑的外墙上有巨大的历史悠久的壁画，以及在禁酒令实行期私运朗姆酒的隧道。穆斯乔飞机基地是北约飞行训练学校，是加拿大军事特技飞行表演队“雪鸟”的基地。穆斯乔还拥有一个赌场和地热温泉度假村。

## 外部連結
- City of Moose Jaw Website
- Moose Jaw Tourism （页面存档备份，存于）
- Wakamow Valley Parks （页面存档备份，存于）
- A listing of Moose Jaw churches and various other related agencies （页面存档备份，存于）
- Buffalo Pound Provincial Park
- Map of Moose Jaw at Statcan （页面存档备份，存于）
- The Encyclopedia of Saskatchewan - Moose Jaw